# باو

موقع باو على الخريطة في السودان

باو مدينة تقع في ولاية النيل الأزرق بالسودان، جنوب غرب الدمازين عاصمة الولاية على ارتفاع 761 متر فوق سطح البحر. وتبعد عن الخرطوم بحوالي 765.8 كيلومتر أو ( 475.8 ميل) وتتوسط منطقة ذات موارد طبيعية متنوعة من جبال وغابات ومراعي ومياه. وتشكل منتجعاً للطيور المستوطنة والوافدة من خارج السودان.

## التاريخ
كانت باو جزء من المنطقة التي شهدت قيام السلطنة الزرقاء ، 1504-1821 ، وبحكم موقعها الحدودي كانت معبراً من بلاد السودان إلى الحبشة . كما كانت تشكل جزء من المناطق المقفولة إبان الحكم الثنائي وهي المناطق التي تم إغلاقها في وجه بقية سكان السودان خاصة من المناطق الشمالية، وحظر دخولهم إليها إلا بتصريح رسمي من قبل السلطات وذلك لأسباب سياسية.
شهدت البلدة قتالاً في عام 2012 م بين قوات الحركة الشعبية لتحرير السودان والجيش الحكومي السوداني الذي استعاد السيطرة عليها.

## الموقع والتضاريس

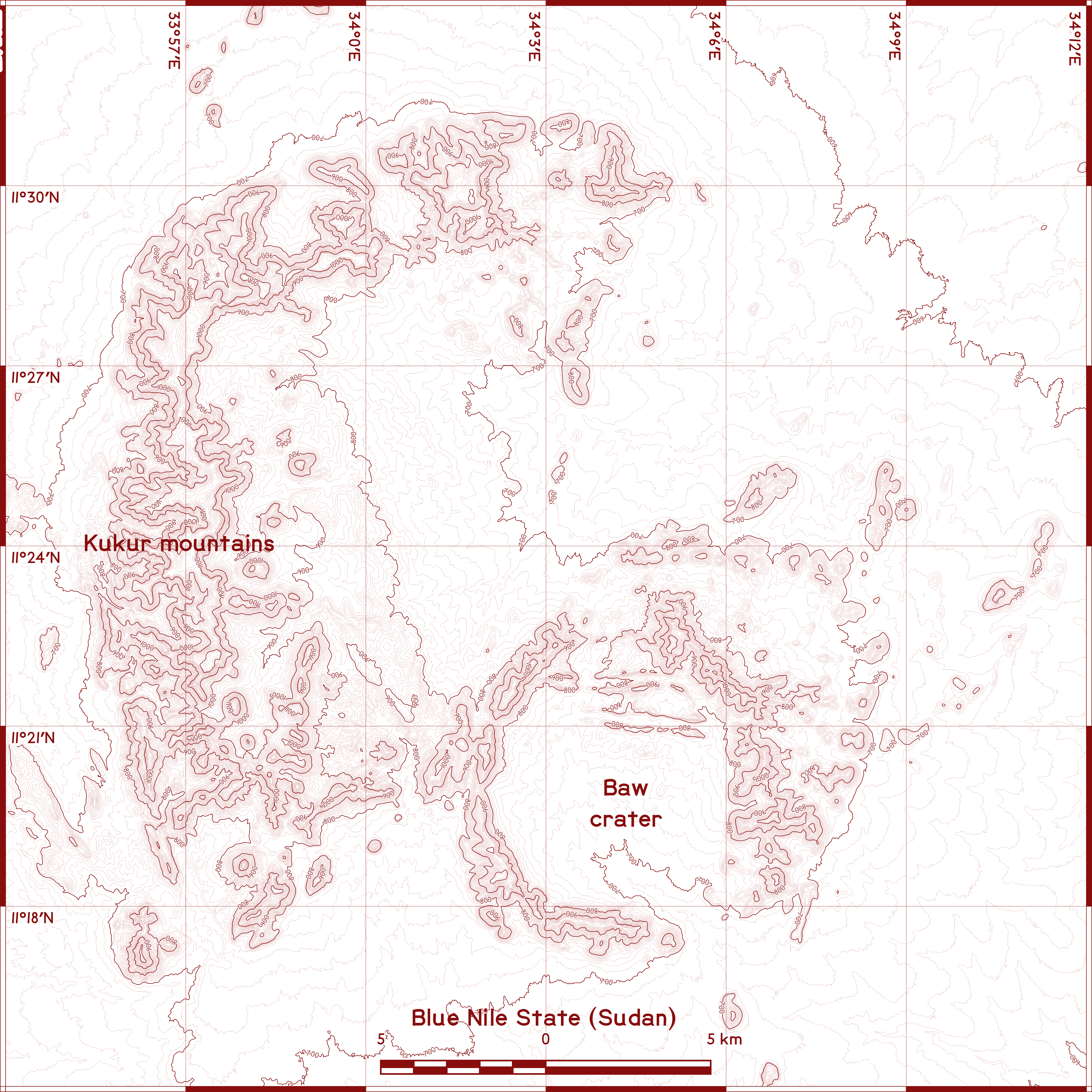
خريطة طبوغرافية لهيكل التأثير المحتمل حول باو، ولاية النيل الأزرق / السودان

تقع باو بين دائرة عرض 11 درجة و17 دقيقة شمالاً وخط الطول 34 دقيقة و 6 دقائق شرقاً في سهل ضيق تحيط بها الجبال من الإتجاهات كلها وليس لها سوى مدخلاً واحداً في الجنوب الشرقي مما يجعلها موقعاً استراتيجياً من الناحية العسكرية. وتحدها من ناحية الشمال والشمال الغربي محلية الدمازين ومن جهة الشرق محلية قيسان ومن الجنوب محلية الكرمك ومن الغرب جنوب السودان.
وتقع باو على بعد 13 كيلومتر من سلسلة جبال الإنقسنا، و 14 كيلومترا من جبال تابي و 11 كيلومتر من جبال تقو.
المسافة بين باو وبعض المناطق
| البلدة    | المسافة بالكيلومتر | المسافة بالميل |
| --------- | ------------------ | -------------- |
| سودا جديد | 11                 | 6.83           |
| قبنيت     | 17                 | 10.56          |
| كوستي     | 505                | 313.76         |
| ود مدني   | 622                | 686.49         |

## السكان

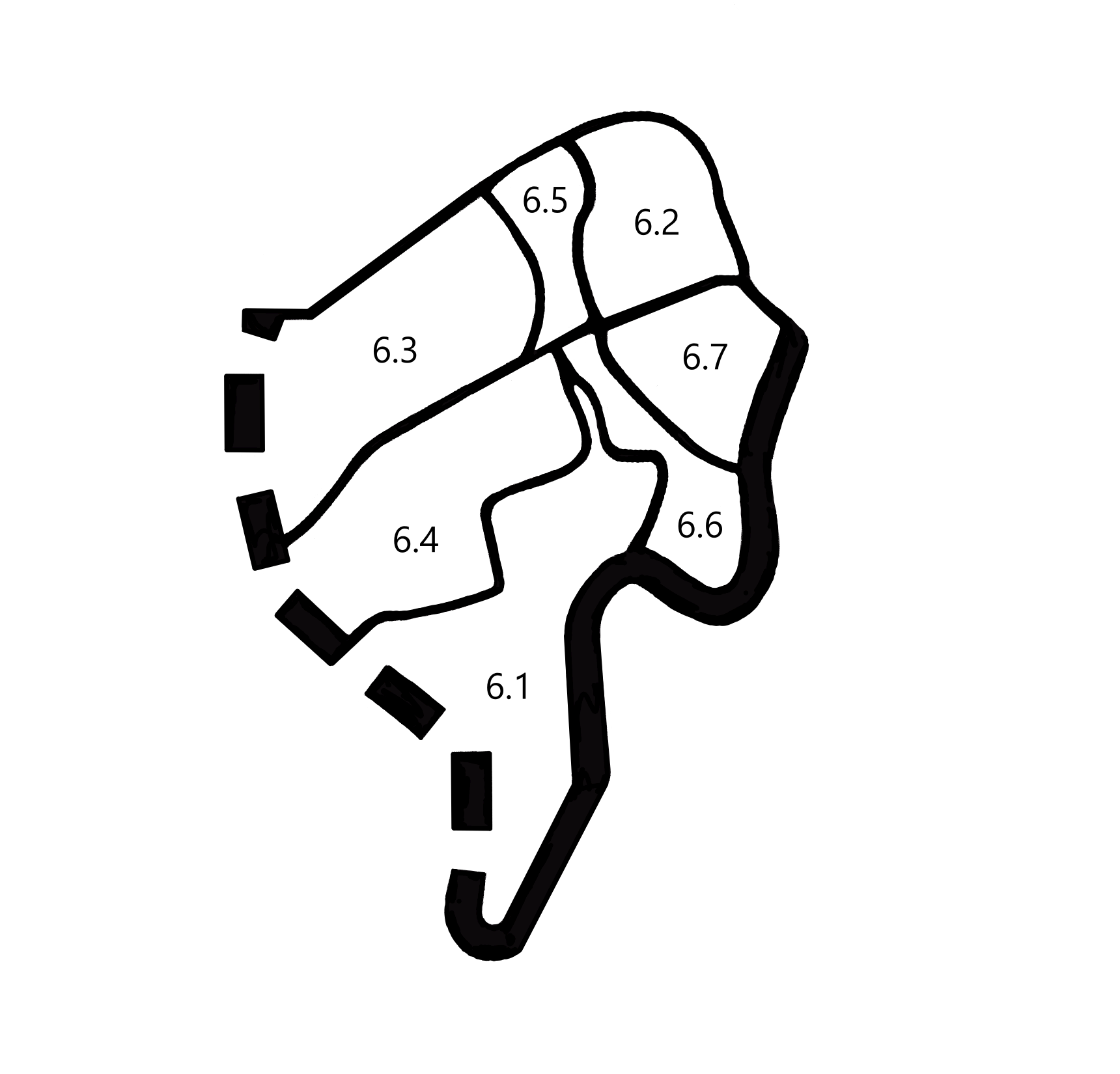
مديريات النيل الأزرق:6.4 باو

يبلغ عدد سكان باو 127, 251 نسمة من مختلف إثنيات و قبائل السودان، وقد غادرت البلدة أعداد كبيرة من السكان بسبب الحرب الأهلية.

## المناخ
تقع باو في منطقة السافانا الغنية وتتميز بصيف حار، تصل أعلى درجات حرارته في شهر أبريل / آب حيث تبلغ 40 درجة مئوية ( 104 درجة فهرنهايت)، وتهبط درجات الحرارة فيه شهر يناير كانون الثاني إلى 19 درجة مئوية. وتهطل الأمطار في الفترة من مايو / أيار وحتى أكتوبر / تشرين الثاني وتبلغ ذروتها في شهر أغسطس / آب حيث تصل إلى 203 مليمتر (8 بوصة).
| البيانات المناخية لـباو      | البيانات المناخية لـباو | البيانات المناخية لـباو | البيانات المناخية لـباو | البيانات المناخية لـباو | البيانات المناخية لـباو | البيانات المناخية لـباو | البيانات المناخية لـباو | البيانات المناخية لـباو | البيانات المناخية لـباو | البيانات المناخية لـباو | البيانات المناخية لـباو | البيانات المناخية لـباو | البيانات المناخية لـباو |
| الشهر                        | يناير                   | فبراير                  | مارس                    | أبريل                   | مايو                    | يونيو                   | يوليو                   | أغسطس                   | سبتمبر                  | أكتوبر                  | نوفمبر                  | ديسمبر                  | المعدل السنوي           |
| ---------------------------- | ----------------------- | ----------------------- | ----------------------- | ----------------------- | ----------------------- | ----------------------- | ----------------------- | ----------------------- | ----------------------- | ----------------------- | ----------------------- | ----------------------- | ----------------------- |
| متوسط درجة الحرارة الكبرى °ف | 95                      | 100                     | 102                     | 104                     | 102                     | 95                      | 90                      | 88                      | 90                      | 93                      | 97                      | 97                      | 96                      |
| متوسط درجة الحرارة الصغرى °ف | 64                      | 66                      | 70                      | 75                      | 75                      | 73                      | 72                      | 70                      | 72                      | 70                      | 66                      | 61                      | 70                      |
| الهطول إنش                   | 0                       | —                       | 0                       | 0                       | 3.0                     | 5.0                     | 7.0                     | 8.0                     | 6.0                     | —                       | 0                       | —                       | —                       |
| متوسط درجة الحرارة الكبرى °م | 35                      | 38                      | 39                      | 40                      | 39                      | 35                      | 32                      | 31                      | 32                      | 34                      | 36                      | 36                      | 36                      |
| متوسط درجة الحرارة الصغرى °م | 18                      | 19                      | 21                      | 24                      | 24                      | 23                      | 22                      | 21                      | 22                      | 21                      | 19                      | 16                      | 21                      |
| الهطول مم                    | 0                       | —                       | 0                       | 0                       | 76                      | 127                     | 179                     | 203                     | 152                     | —                       | 0                       | —                       | —                       |
| المصدر: storm247             |                         |                         |                         |                         |                         |                         |                         |                         |                         |                         |                         |                         |                         |

## الإدارة
باو محلية من محليات السودان وهي حاضرة لمحلية تحمل اسمها. وتتكون من بضع وحدات إدارية.
وهي مقر ناظر (زعيم) قبائل الإنقسنا.

## النشاط الإقتصادي
- الزراعة التقليدية
- الرعي خاصة الأبقار و الضأن
- التنقيب عن المعادن

## معالم المدينة
- سد باو الواقع خلف المدينة والذي يحيط به سور من الحجارة والإسمنت وتوجد به مضخات لرفع المياه إلى صهاريج.

## أعلام باو
باو هي مسقط رأس مالك عقار رئيس الحركة الشعبية لتحرير السودان – قطاع الشمال ورئيس الجبهة الثورية السودانية، وهي تحالف للحركات المتمردة المسلحة المعارضة للحكم في السودان.

## انظر ايضاً
- جبال الأنقسنا